# Прокуткинское сельское поселение
Прокуткинское се́льское поселе́ние — муниципальное образование в Ишимском районе Тюменской области Российской Федерации.
Административный центр — село Прокуткино.

## История
Прокуткино (до сер. XX в. - Прокуткинское, Прокутское), село в России, административный центр Прокуткинского сельского поселения Ишимского района Тюменской области, в пределах Ишимской епархии. Расположено при рч. Китерня.
Основание населенного пункта относят к 1721 году
В статистике конца 1860-х годов значится как деревня казенная Прокуткина при речке Китерне, по правую сторону почтового тракта из Ишима в Ялуторовск.
С 1871 года - село.
В 1892 году была открыта Прокуткинская церковно-приходская школа. Она располагалась в отдельном доме (сохранился до начала 2010-х годов), заведующим ее и законоучителем был местный священник, учительницей в 1897-1903 годах упоминается Александра Меньшенина. В 1897 году в школе обучалось 11 человек (9 мальчиков и 2 девочки), в 1901 - 28 человек (26 мальчиков и 2 девочки), в 1903 - 29 человек.
В "Списках населенных мест" по сведениям 1912 года упоминается как село Прокутское при речке Китерьме, на проселочной дороге. Здесь имелись хлебный магазин, винная и торговая лавки, пять ветряных мельниц, маслодельня. Село входило в Боровскую волость Ишимского уезда Тобольской губернии.
В феврале 1921 года в Боровской волости происходили антибольшевистские восстания крестьян. 4 февраля повстанцами были заняты деревня Куимова и село Прокуткинское. Жители села приняли горячее участие в восстании. Известны их имена: Харитон Аверин, Петр Аверин, Иван Аверин, Михаил Турднов, Захар Аверин, Захар Чупин, Герасим Павлов(некоторые из них были членами Прокуткинского сельсовета). 19 февраля Прокуткинское с боем было занято отрядом большевиков.
В ноябре 1923 года был образован Прокутский сельсовет в составе Жиляковского района Ишимского округа Уральской области РСФСР. В 1931 году территория сельсовета вошла в состав Ишимского района Уральской области (с 1934 - Челябинской, затем - Омской, с 1944 года - Тюменской области).
В 1929 году в селе был образован колхоз под названием "Безбожник", который просуществовал до 1935 года, а затем был переименован в колхоз "Путь к коммунизму"
На начало 2010-х годов в селе действовали средняя школа, библиотека, дом культуры.
Статус и границы сельского поселения установлены Законом Тюменской области от 5 ноября 2004 года № 263 «Об установлении границ муниципальных образований Тюменской области и наделении их статусом муниципального района, городского округа и сельского поселения»

## Население
| 2010 | 2011  | 2012  | 2013 | 2014  | 2015 | 2016 |
| ---- | ----- | ----- | ---- | ----- | ---- | ---- |
| 1063 | ↘1059 | ↘1028 | ↘997 | ↘963  | ↘960 | ↘932 |
| 2017 | 2018  | 2019  | 2020 | 2021  |      |      |
| ↘924 | ↘922  | ↘917  | ↘897 | ↗1005 |      |      |

## Состав сельского поселения
| № | Населённый пункт | Тип населённого пункта       | Население |
| - | ---------------- | ---------------------------- | --------- |
| 1 | Высоцкая         | деревня                      | 5         |
| 2 | Казанка          | деревня                      | 144       |
| 3 | Куимова          | деревня                      | 157       |
| 4 | Нестерова        | деревня                      | 165       |
| 5 | Прокуткино       | село, административный центр | 592       |